# David Duckham

a Compétitions nationales et continentales officielles uniquement.

b Matchs officiels uniquement.
Dernière mise à jour le 8 février 2024.
 David John Duckham, né le 28 juin 1946 à Coventry et mort le 9 janvier 2023, est un joueur de rugby à XV, d'un mètre 85 et de 92 kilos en 1974, sélectionné en équipe d'Angleterre au poste d'ailier.

## Carrière
Il dispute son premier test match le 8 février 1969 contre l'Irlande et le dernier contre l'Écosse, le 21 février 1976. Duckham a disputé trois test matches avec les Lions britanniques en 1971 contre l'équipe de Nouvelle-Zélande.
Il joue en club au Coventry RFC.

## Palmarès
- Vainqueur du Tournoi des Cinq Nations en 1973 (victoire partagée).

## Statistiques en équipe nationale
- 36 sélections (+ 1 non officielle) avec l'équipe d'Angleterre.
- Sélections par année : 5 en 1969, 4 en 1970, 6 en 1971, 4 en 1972, 7 en 1973, 4 en 1974, 3 en 1975, 3 en 1976.
- Huit Tournois des Cinq Nations disputés : 1969, 1970, 1971, 1972, 1973, 1974, 1975, 1976.